# Weitensfeld im Gurktal
Weitensfeld im Gurktal (fino al 1994 Weitensfeld) è un comune austriaco di 2 155 abitanti nel distretto di Sankt Veit an der Glan, in Carinzia; ha lo status di comune mercato (Marktgemeinde). Si trova nella Gurktal, valle formata dal fiume Gurk.
Nel 1871 ha inglobato i comuni catastali di Thurnhof e Zweinitz, fino ad allora parte del comune di Gurk; nel 1973 era stato soppresso e accorpato agli altri comuni soppressi di Deutsch-Griffen e Glödnitz e a parte di quello di Pisweg per formare il nuovo comune di Weitensfeld-Flattnitz, ma nel 1991 i tre comuni hanno riacquistato l'autonomia amministrativa.

## Monumenti e luoghi d'interesse
- Castello di Thurnhof, nella frazione ed ex comune di Zweinitz